# Национален диагностичен научноизследователски ветеринарномедицински институт
Националният диагностичен научноизследователски ветеринарномедицински институт (НДНИВМИ) е специализирана структура на Българската агенция по безопасност на храните (БАБХ). Институтът осъществява научноизследователска, лабораторно-диагностична, референтна и експертна дейност в областта на ветеринарната медицина, и безопасността на храните. Дейността му се регламертира със Закона за храните и Закона за БАБХ.

## Дейност
Дейностите на НДНИВМИ са съсредоточени в два Национални референтни центъра и две изпитвателни лаборатории:
- Национален референтен център по здравеопазване на животните;
- Национален референтен център по безопасност на хранителните продукти от животински произход;
- Изпитвателна лаборатория „Екзотични и особено опасни инфекции“;
- Изпитвателна лаборатория „Болести по риби, морски мекотели и ракообразни“.

НДНИВМИ има две териториални звена в градовете Стара Загора и Велико Търново.
Лабораторните структури в НДНИВМИ са акредитирани от Българската служба за акредитация по ISO 17025.

## История
Националният диагностичен научноизследователски ветеринарномедицински институт е създаден през 1901 г. като санитарно-бактериологична станция с персонал от няколко души. През 1924 година станцията прераства във Ветеринарен бактериологичен институт, по-късно преименуван на Централен ветеринарно-бактериологичен институт. През 1963 година към него са присъединени Върховният хигиенен и контролен институт за животински продукти, Институтът по вирусология, а по-късно – Институтът по незаразни болести и части от Института по биология и патология на размножаването.
Обединената структура е преименувана във Ветеринарен институт по заразни и паразитни болести. През 1976 година е включен в структурите на новосформираното Народно професионално обединение ”Ветеринарно дело” към Министерството на земеделието и хранително-вкусовата промишленост на НРБ, като е преименуван на Централен научноизследователски ветеринарномедицински институт (ЦНИВМИ). През втората половина на 1990-те години ЦНИВМИ е включен в структурата на Селскостопанската академия.
От 2001 година отново е прехвърлен в структурата на Националната ветеринарномедицинска служба (НВМС), като е преименуван на Национален диагностичен научноизследователски ветеринарномедицински институт. От 25 януари 2011 г. НДНИВМИ е специализирана структура на Българската агенция по безопасност на храните (БАБХ) за провеждане на научноизследователска и лабораторно-диагностична дейност, която се регламентира в Закона за БАБХ.
През всички периоди от развитието на НДНИВМИ основните цели и задачи са били опазване здравето на животните от заразни, паразитни и незаразни заболявания и токсикози, подобряване на условията за добив, преработка, съхранение и търговия с безопасни за здравето на консуматора животински продукти и екологична среда за модерно животновъдство и производство на храни.
Основните научни постижения на НДНИВМИ през периода 2001 – 2011 година обхващат различни направления от профилактиката и борбата срещу заразните, паразитни и незаразни заболявания и Националната програма за осигуряване на безопасността и качеството на храните от животински произход.